# Squamellaria imberbis
Squamellaria imberbis là một loài thực vật có hoa trong họ Thiến thảo. Loài này được (A.Gray) Becc. miêu tả khoa học đầu tiên năm 1886.